# مونشنبرگ
شهر مونشنبرگ (به آلمانی: Müncheberg) در ایالت برندنبورگ در کشور آلمان واقع شده‌است.